# 6269 Кавасакі
6269 Кавасакі (6269 Kawasaki) — астероїд головного поясу, відкритий 20 жовтня 1990 року.
Тіссеранів параметр щодо Юпітера — 3,509.